# Alex Younger

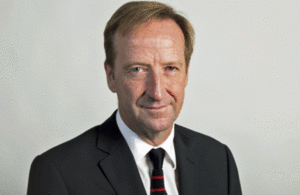
Alex Younger (2014)

Sir Alexander William „Alex“ Younger, KCMG, (* 4. Juli 1963) ist ein britischer Nachrichtendienstler und war von 2014 bis 2020 Leiter des britischen Secret Intelligence Service (MI6).

## Leben
Alex Younger wurde am 4. Juli 1963 geboren. In seiner Jugend besuchte er das Marlborough College und schloss sein Studium an der Universität St Andrews in Wirtschaftswissenschaften ab. Studienbegleitend absolvierte er eine Kadettenausbildung und trat am 5. September 1986 als Second Lieutenant der Royal Scots in die British Army ein. Am 10. Dezember desselben Jahres wechselte er zu den Scots Guards. Am 5. April 1989 wurde er zum Captain befördert. Younger schied am 10. April 1990 aus dem aktiven Militärdienst aus und wurde Reserveoffizier.
Younger begann 1991 für den britischen Secret Intelligence Service (MI6) zu arbeiten. Im Auftrag dessen war er in Europa sowie im Nahen Osten, vor allem in Afghanistan, im Einsatz. 1993 heiratete er Sarah Hopkins in Borgo a Mozzano in der Toskana.
Von 2012 bis 2014 beaufsichtigte er die weltweiten Operationen des MI6. Dabei war er insbesondere für die Sicherheit und die Terrorismusbekämpfung während der Olympischen Sommerspiele 2012 in London verantwortlich. Von November 2014 bis 2020 war er nach dem Rücktritt von Robert John Sawers der Leiter des Geheimdienstes.

## Orden und Ehrenzeichen
2011 wurde er als Companion des Order of St. Michael and St. George (CMG) ausgezeichnet. Am 8. Juni 2019 als Knight Commander des Order of St. Michael and St. George (KCMG) in den persönlichen Adelsstand erhoben und führt seither das Prädikat Sir.